# Vermes Mária
Vermes Mária (Budapest, 1923. november 23. – Budapest, 2018. január 10.) magyar hegedűművész, egyetemi tanár.

## Életpályája
A Liszt Ferenc Zeneművészeti Főiskolán szerzett tanári diplomát 1944-ben, művészit 1947-ben. Kamarazenei, vonósnégyes, népzenei, zenetörténeti és zeneszerzés tanulmányai alatt Gábriel Ferenc, Weiner Leó, Waldbauer Imre, Kodály Zoltán, Szabolcsi Bence, Molnár Antal és Viski János voltak a tanárai.
Egész élete folyamán tanított. Alsófokon, hegedűtanárként kezdte munkáját 1950–1957 között a Székesfehérvári konzervatóriumban, majd 1957–1971 között 14 évig élt az NDK-ban, ahol a hallei Händel-Festspielorchester koncertmesteri tevékenysége mellett a Martin Luther Universität (Halle/Wittenberg) egyetemi docense volt. Hazatérése után 1972–1976 között a Liszt Ferenc Zeneművészeti Főiskola Zenetanárképző Intézete Pécsi Tagozatának, 1976-1981 között ugyanezen intézmény Budapesti Tagozatának főiskolai tanára. 1981-től a budapesti Liszt Ferenc Zeneművészeti Főiskola vonós tanszékének docense volt. 1988-ban egyetemi tanári kinevezést kapott. 70. életéve betöltésére tekintettel 1993-ban került nyugállományba. Utolsó aktív éveiben a Szent István Zeneművészeti Szakközépiskola és Zeneiskola tanára volt Zuglóban.
Szólistaként és a három évtizeden át működő Magyar Hárfástriónak alapításától, 1950-től volt tagja, amellyel sikeres koncertek és rendezvények fűződtek a nevéhez. Kamaramuzsikusként fellépett a Magyar Rádióban és a Magyar Televízióban, az NDK-ban és Csehszlovákiában, majd később Jugoszláviában, Belgiumban, Hollandiában, Ausztriában és Nyugat-Berlinben.
Régi tanítványai szakmai előrejutását gondos figyelemmel kísérte. Még a Hamburgi Orvoszenekarnak is – amelyet tanítványa, Eckhard Schlemminger vezetett – adott tanácsokat. Az együttes az ő  segítségével valósíthatta meg 2016-ban finnországi utazását Helsinkibe.

## Munkássága
Életének főbb állomásai a Székesfehérvári Zeneiskola (1950-1957), a Martin Luther Universität Halle/Wittenberg (1957-1971), a Liszt Ferenc ZTI Pécsi Tagozata (1971-1976) és Budapesti Tagozata (1976-1981), a Liszt Ferenc Zeneakadémia – egyetemi tanár (1981-1994), valamint a Szent István Király Zeneművészeti Szakközépiskola (1994-2011).
A székesfehérvári évek alatt volt kollégája Szeredi S. Gusztáv, és ez az ismeretség vezetett 1950-ben a Magyar Hárfástrió megalapításához. Az együttesben Szeredi S. Gusztáv brácsaművésszel és annak feleségével, Sz. Molnár Anna hárfaművésszel 1988-ig, a brácsaművész haláláig játszott együtt számos európai országban nyilvános hangversenyeken és rádiófelvételeken. A muzsikusok klasszikus zeneszerzők művein kívül a kortárs magyar zeneszerzők darabjait is előszeretettel játszották, nem egy mű az ő számukra készült.
1957-ben érkezett Halléba, ahol a már nemzetközileg is elismert hegedűművész Vermes Máriát kinevezték a Händel Fesztiválzenekar koncertmesterévé. A város állami színházában működő zenekar az 50-es és 60-as években főszereplője volt Händel újrafelfedezésének. Horst-Tanu Margraf karmester vezetésével ekkor vették hanglemezre Händel „12 Concerto Grosso”-ját és a „Poros” c. operáját Vermes Mária hegedűszólójával. A DEFA filmfelvétele megőrizte a hallei Händel Haus Museum rendezésében a Händel Fesztivál keretében megrendezett kiállítás emlékét. Az ETERNA Vermes Mária szólójával rögzítette később Gerhard Wohlgemuth hegedűversenyét és Jan Raupp két zenekari darabját. Vermes Mária a Német-Magyar Kamarazenei Egyesület művészeti vezetője volt, kulturális kapcsolatot ápolt a Szorb Kulturális Egyesülettel Bautzenben.
A magyar művészek – Vermes Mária, Sz. Molnár Anna és Szeredi-S. Gusztáv – 1971-ben visszatértek Halléból és Budapesten folytatták művészi, valamint kulturális tevékenységüket. Régi növendékeikkel folytatott barátságuk fennmaradt továbbra is. A Magyar Hárfástrió több országban koncertezett a következő években is.
Vermes Mária nevéhez számos kottakiadás fűződik. Közreadta Händel Chaconne-ját hegedűre és brácsára, Boccherini hat hegedű-zongora-szonátáját, valamint – Szeredi S. Gusztávval – a Háromszáz év hegedűmuzsikája című antológiát, nyolc kötetben.
A hazai folyamatos tanítás mellett 1981 óta tagja volt a mosonmagyaróvári születésű Karl Fleschről elnevezett hegedűverseny zsűrijének, valamint vendégprofesszorként tanított különböző hegedűkurzusokon Finnországban, Nagy-Britanniában és Horvátországban is.

## Kiadott művei
- Több gyűjtemény a „300 év hegedűmuzsikája” sorozatban (Szeredi S. Gusztávval közös szerkesztésben) az „Editio Musica Budapest” kiadásában.
- Vermes Mária: Variációk két magyar népdalra (hegedűre és brácsára) – 1953 Kontrapunkt Kiadó, Budapest 2014
- Händel, G.F. – Vermes Mária: Grobschmied-variációk – HWV 430 (hegedűre és brácsára) – 1953 Kontrapunkt Kiadó, Budapest 2014

## Díjai, elismerései
Az NDK-ban
- 1959 Kamaraművészi díj
- 1962 Händel-díj[10]
- 1964 Művészeti díj arany fokozat[11]

Magyarországon
- 2004 Magyar Köztársasági Arany Érdemkereszt[12]
- 2015 Magyar Művészeti Akadémia Elismerő Oklevele

## Hangfelvételei
- Händel, G. F. : Poros c. opera – ETERNA 8 20 048-050 (1958)
- Händel, G. F.: 12 Concerto Grosso op. 6 – ETERNA 7 20 88, 7 20 138, 7 20 140 (1960-1961)
  - 12 Concerto Grosso op. 6 CD – BERLIN Classics 0031602BC, 0031612BC, 0031622BC (1996)
  - Concerti Grossi op. 6, Nos 1-4-8-11 CD, RM – Edel Classics 0001342CCC (2001)
- Wohlgemuth, G.: Violinkonzert – ETERNA 8 20 531 (?)
- Raupp, J.: Essay für Violine und Orchester (1967/68),Concerto animato für Violine und Orchester (1969) – ETERNA, Stereo 8 26 209 (?), NOVA 8 85 159 (1979)

(A mű címe utáni évszám annak megalkotása idejét jelöli, a lemezszám utáni évszám a hanglemezkiadás idejét. Kivétel Händel Concerto Grosso-sorozata, erről ugyanis minden lemezkiadás az első hangfelvételről készült.)